# Sphenomorphus megalops
Sphenomorphus megalops este o specie de șopârle din genul Sphenomorphus, familia Scincidae, descrisă de Annandale 1906.
Este endemică în Sri Lanka. Conform Catalogue of Life specia Sphenomorphus megalops nu are subspecii cunoscute.